# دينيسي موريل
دينيسي موريل (بالفرنسية: Denise Morel)‏ هي طبيبة نفسية فرنسية، ولدت في 10 أغسطس 1946 في سطيف في الجزائر. عاشت في بونة بين الثامنة والرابعة عشرة من عمرها. غادرت عائلتها الجزائر عام 1961 لتقيم في مارسيليا. درست في آكس أون بروفانس وباريس، وحصلت على درجة الدكتوراه في علم النفس السريري من جامعة باريس الخامسة. ألَّفت العديد من الكتب، من بينها "سطيف في شبابي" (بالفرنسية: Setif de ma jeunesse)، وهي مذكرات قيّمة عن نشأتها في مدينة سطيف. ينحدر أجدادها من أصول سويسرية ومالطية. درست الدين لبضع سنوات في ليون.